# Servo do Povo (série de televisão)
Servo do Povo (em ucraniano:  Слуга народу) é uma série de televisão de comédia de sátira política ucraniana criada e produzida por Volodymyr Zelenskyy, que estrela como Vasily Petrovych Goloborodko, um professor de história do ensino médio na casa dos trinta que é inesperadamente eleito presidente da Ucrânia após um vídeo viral filmado por um dos seus alunos o mostram fazendo um discurso profano contra a corrupção do governo em seu país. A série durou três temporadas de 2015 a 2019, e uma adaptação cinematográfica foi lançada em 2016.
A série foi produzida pela Kvartal 95, fundada por Zelenskyy. Ela se envolveria muito mais na política real da Ucrânia; em 31 de março de 2018, um partido político com o nome da série de televisão foi registrado no Ministério da Justiça, e Zelenskyy foi eleito presidente da Ucrânia em 21 de abril de 2019, com mais de 70% dos votos no segundo turno.

## Enredo
Filmado por um estudante ao lançar um discurso profano sobre corrupção na Ucrânia, que envia as imagens para o YouTube, Vasily Petrovych Goloborodko (Volodymyr Zelenskyy), um professor de história distraído do ensino médio que mora com seus pais, se transforma em uma sensação da Internet da noite para o dia . Os alunos de Goloborodko lançam uma campanha de crowdfunding para registrar sua candidatura na corrida presidencial da Ucrânia sem que ele saiba, eventualmente levando seu estupefato professor à vitória política como o novo presidente da Ucrânia. Enquanto no cargo, Vasily está confuso com suas responsabilidades recém-descobertas, mas gradualmente facilita seus deveres presidenciais e decide eliminar a corrupção da oligarquia em seu governo.

## Lançamento
Servo do Povo foi ao ar no canal 1+1 na Ucrânia. O estúdio também postou todos os episódios gratuitamente no YouTube. A primeira temporada do programa está disponível para streaming e download na Netflix em países selecionados. O lançamento da Netflix combina os dois primeiros episódios juntos, resultando em 23 episódios no total.
O canal de televisão bielorrusso Belarus-1 começou a transmitir o programa no horário nobre da noite em 11 de novembro de 2019.
O canal russo TNT transmitiu o episódio piloto da primeira série do programa em 11 de dezembro de 2019, alegando que o fez como "um movimento de marketing para aumentar a conscientização sobre a plataforma". A TNT cortou uma cena do episódio em que o presidente eleito Goloborodko perguntou se o presidente russo, Vladimir Putin, usava um relógio Hublot, uma piada referindo-se a um conhecido canto anti-Putin na Ucrânia.
Nos Estados Unidos, a HITN apresenta a série, em versão em espanhol, para um público potencial de mais de 40 milhões de lares.

### Sequência
Uma adaptação cinematográfica da série, Servant of the People 2, foi lançada em 2016. A segunda temporada usou imagens do filme para expandir seu enredo e foi lançada em 2017, trazendo o filme para a continuidade principal da série. A terceira temporada foi lançada em 2019.

## Impacto

### 2019
Zelenskyy mais tarde espelharia a ascensão de seu personagem ao poder político ao ser eleito presidente da Ucrânia em 2019.

### 2022
Após a invasão russa da Ucrânia em 2022 e a liderança de guerra de Zelenskyy, a popularidade do programa recebeu um impulso notável. Os direitos de transmissão foram solicitados por várias empresas estrangeiras. Em 16 de março, a Netflix anunciou que a primeira temporada da série estaria disponível para os streamers dos Estados Unidos novamente devido à demanda popular.

## Cancelamento doremake
Um remake americano foi encomendado pelo Hulu, com o escritor britânico Simon Farnaby envolvido em seu desenvolvimento, embora o programa tenha sido descartado quando Donald Trump se tornou o 45º presidente dos Estados Unidos.